# Ibsen Martínez Pimentel
Ibsen Martínez Pimentel (castellà: Ibsen Martínez)  (Caracas, 20 d'octubre de 1951 - Caracas, 11 de setembre de 2024) va ser un narrador, columnista i assagista veneçolà. Part del seu treball es va publicar a Letras Libres, El Malpensante, El Nacional i El Universal, Foreign Policy, El Espectador, La Nouvelle Revue Française, The Washington Post, Revista de Occidente, ABC i La Nación. Va escriure peces teatrals i va publicar dues novel·les, El Mono Aullador de los Manglares (2000) i El señor Marx no está en casa (2009). Va ser columnista de Tal Cual i El Mundo, economía y negocios. També va treballar en una història dels primers cent anys de la indústria petroliera al seu país.